# Le Pont près de Wiesen
Le Pont près de Wiesen, ou aussi Le Viaduc de Wiesen, est un tableau du peintre expressionniste allemand Ernst Ludwig Kirchner réalisé en  1926. Il représente le Viaduc de Wiesen au sud de Wiesen.

## Description
Le format est carré. Le tableau est signé en bas à droite et daté « 26 » sur le verso. Il porte le numéro G 844 dans le catalogue thématique établi par l'historien de l'art Donald E. Gordon,.

## Expositions (sélection)
- 1967 Kunsthalle Basel, Bâle, Ausstellung „E. L. Kirchner und Rot-Blau“
- 1968/1969 Seattle Art Museum, Seattle
- 1975 Musée des beaux-arts de Winterthour, Winterthour, Exposition « Expressionnisme en Suisse »
- 1979/1980 Neue Nationalgalerie, Berlin; Haus der Kunst, Munich; Musée Ludwig, (alors Kunsthalle de Cologne) et Kunsthaus de Zurich (numéro 367 du catalogue)
- 1989 Riehen, Berowergut
- 2003 Kunstmuseum Basel
- 2012 Fundación Mapfre, Madrid